# Fort Bay
Fort Bay ist der einzige Hafen der Insel Saba, einer der Besonderen Gemeinden der Niederlande in der Karibik.

## Geschichte
Sabas Geographie erlaubt nur an wenigen Stellen das sichere Anlanden von Booten, da ein Großteil der Küstenlinie der Insel aus steil zum Meer hin abfallenden Klippen besteht. Einzige nennenswerte Ausnahmen sind der Flat Point im Nordosten der Insel, auf dem Sabas internationaler Flughafen, der Juancho E. Yrausquin Airport, erbaut wurde, die Ladder Bay an der West- sowie die Fort Bay an der Südwestküste.

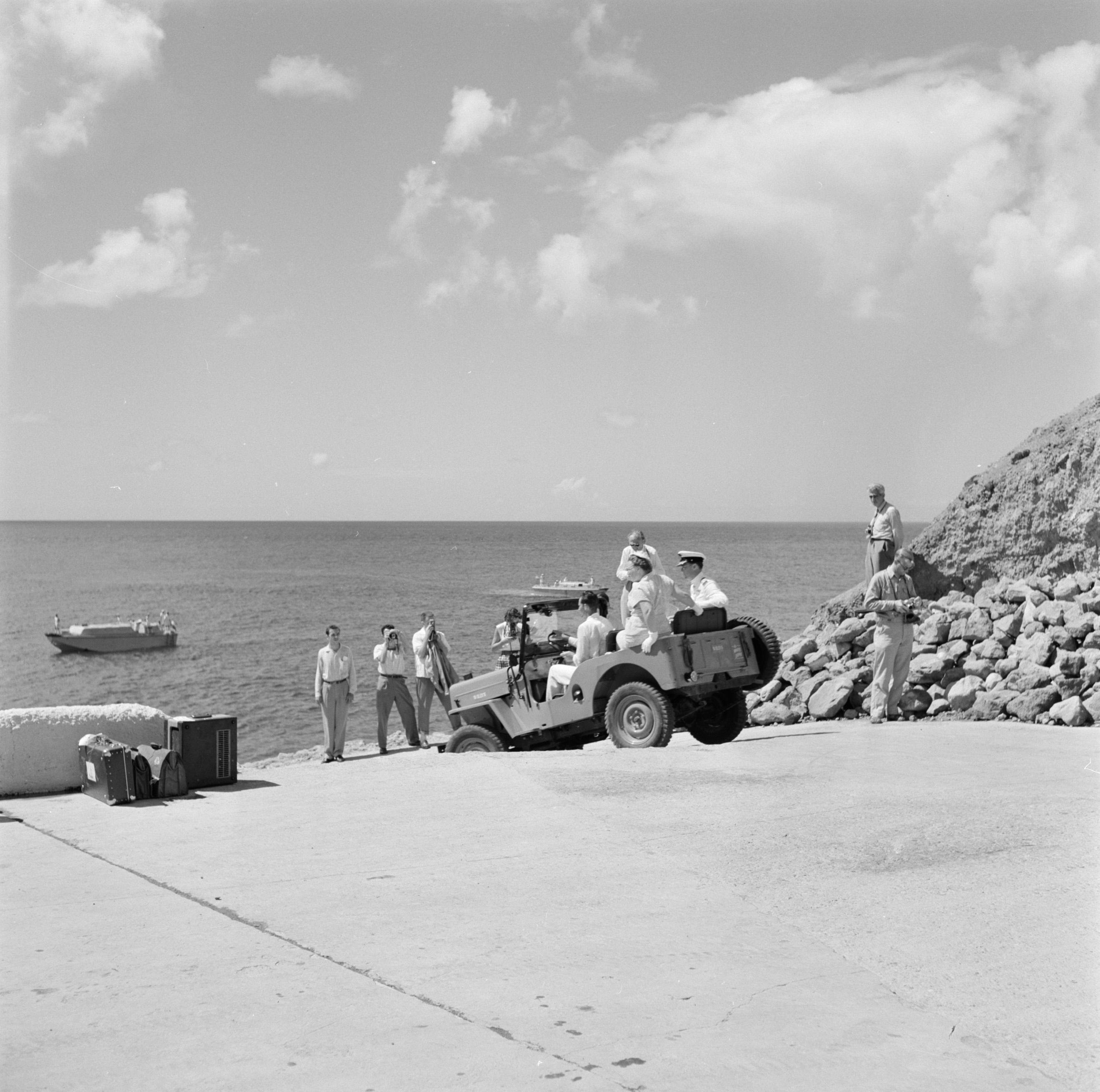
Ankunft von Königin Juliana und Prinz Bernhard (hinten im Jeep) in Fort Bay im Jahr 1955 vor dem Bau des Piers

Bis in die 1930er-Jahre hinein gab es in der Fort Bay lediglich ein Gebäude, in dem ein euphemistisch als „Hafenmeister“ bezeichneter Beamter residierte, der das Anlanden von Waren und Personen über die natürlichen Felsen, die sich in der Bucht ins Meer hinaus erstrecken, überwachte. Erst als um das Jahr 1934 die Planungen zum Bau von Sabas einziger befestigter Straße konkretisiert wurden, kamen auch Pläne auf, die Fort Bay zu einem echten Hafen auszubauen. Angedacht war es, die Felsen in der Bucht über eine Rampe zu einem Pier zu verbinden. Sowohl dieser als auch ein ähnlich gelagerter Versuch in den 1950er-Jahren scheiterten jedoch vor allem an der mangelnden technischen Expertise der beteiligten Konstrukteure.
Erst etwa im Jahr 1970 entwarf die niederländische Ingenieursfirma Witteveen+Bos technisch durchführbare Pläne für die Errichtung eines ersten Piers und eines zugehörigen Wellenbrechers, die schließlich bis 1972 realisiert werden konnten. Maßgeblich für die Finanzierung war die Lobbyarbeit des Ministers Leo Chance, eines gebürtigen Sabaners, der zu dieser Zeit ein Mitglied der Regierung Curaçaos, einer der anderen Inseln im Verband der damaligen Niederländischen Antillen, gewesen war. Die zu Ehren von Chance nach ihm Captain Leo Chance Pier benannte Anlage wurde am 8. November 1972 in einer feierlichen Zeremonie eröffnet.
Im Jahr 2010 wurden die Hafenanlagen in der Fort Bay durch die Firma Windward Roads infrastructure um eine 44 m lange Kaimauer mit einer 230 m² großen Bootsrampe sowie eine Mauer zum Schutz vor herabfallenden Steinen erweitert.
Saba wird regelmäßig von Hurrikans getroffen. Die Anlagen in Fort Bay wurden unter anderem im Jahr 1999 durch Hurrikan Lenny beschädigt. Die Schäden waren so schwer, dass sie stellenweise noch zwei Jahre später sichtbar waren.
Für das erste Quartal 2019 war ursprünglich der Beginn eines größeren Ausbaus des Hafens geplant: Ergänzend zum Captain Leo Chance Pier sollten ein weiterer, größerer Pier und ein zugehöriger Wellenbrecher gebaut werden. Dieser sollte es zukünftig erlauben, die verschiedenen Typen ankommenden Verkehrs wie Fischerboote, Fähren und Frachtschiffe an getrennten Anlegestellen abzuwickeln. Die Kosten des Projekts hätten voraussichtlich mehrere Millionen US-Dollar betragen. Nach ersten Planungen und Tests für das Erweiterungsprojekt stellten die Verantwortlichen der Insel fest, dass Fort Bay auch bei einem entsprechenden Ausbau zukünftig nicht den Anforderungen an einen dauerhaft hurrikansicheren Hafen würde genügen können. Die Umsetzung der Erweiterungen in der Zukunft ist daher fraglich. Aktuellere Pläne favorisieren die Errichtung völlig neuer Hafenanlagen bei den sogenannten Black Rocks, die sich östlich von Fort Bay befinden und besseren Schutz vor starken Stürmen bieten könnten.

## Einrichtungen
In Fort Bay befindet sich neben typischen Hafeneinrichtungen wie einer Bootstankstelle das sabanische Büro der niederländischen Gendarmerie Koninklijke Marechaussee, die auf der Insel für Zollangelegenheiten und Fragen der Einwanderung zuständig ist. Des Weiteren finden sich hier auch die Büros der Saba Conservation Foundation, einer Nichtregierungsorganisation, die mit der Verwaltung des Saba National Marine Parks und des Mount Scenery National Parks betraut ist. Eine Besonderheit stellt die in Fort Bay ansässige Saba Marine Park Hyperbaric Chamber dar, bei der es sich um eine durch die SCF betriebene Dekompressionskammer handelt. Diese für vier Personen ausgelegte Anlage wurde 1980 eröffnet und versorgt seitdem Taucher aus der östlichen Karibik im Falle von Tauchunfällen. Des Weiteren ist seit 2009 das ehemals deutsche Seenotrettungsboot Erika in Fort Bay stationiert.

## Transport

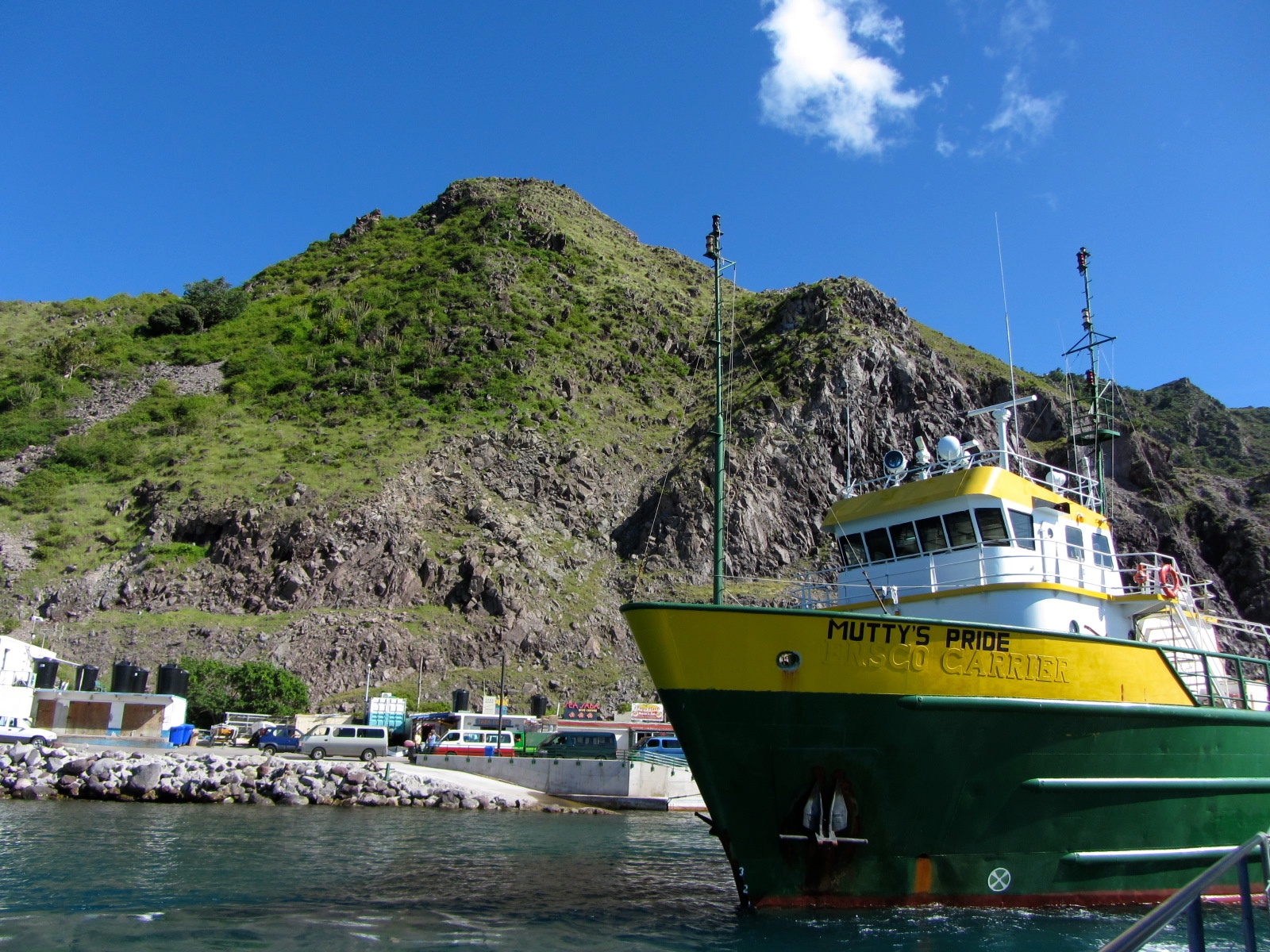
Fort Bay mit dem Frachtschiff Mutty's Pride im Vordergrund

Die beiden Fährschiffe Dawn II (mit Heimathafen Fort Bay) und The Edge (mit Heimathafen Philipsburg) verbinden Saba mehrmals wöchentlich mit der Nachbarinsel Sint Maarten. Des Weiteren wird Fort Bay einmal pro Woche von dem Versorgungsschiff Mutty's Pride angelaufen, das unter anderem Verbrauchsgüter und Fahrzeuge auf die Insel bringt.